# یک فرصت (فیلم ۲۰۲۱)
یک فرصت (به انگلیسی: One Shot) یک فیلم اکشن و دلهره‌آور بریتانیایی محصول سال ۲۰۲۱ به کارگردانی جیمز نان با بازی اسکات ادکینز، اشلی گرین و رایان فیلیپ است. دنباله این فیلم با عنوان "یک فرصت دیگر" در سال ۲۰۲۴ منتشر گردید.

## داستان
درمورد یک تیم نخبه از نیروهای دریایی ویژه است که باید در یک مأموریت مخفیانه زندانی‌ای را جابه‌جا کنند، اما گروهی از خرابکاران برای نجات دادن آن زندانی به این تیم حمله می‌کنند و…

## دنباله
اسکات ادکینز و مایکل جای وایت در اواخر ژانویه ۲۰۲۳ اعلام کردند که فیلمی در حال تولید است، اما نامی از آن نبردند. سرانجام در ۱۷ فوریه ادکینز نام فیلم را که (یک فرصت دیگر) است فاش کرد.

## بازخورد انتقادی
این فیلم بر اساس چهارده نقد، امتیاز ۶۴ درصدی را در راتن تومیتوز دارد. و منتقدان دیدگاه مثبتی به این فیلم دارند.

## انتشار فیلم
کمپانی اسکرین مدیا فیلمز حق پخش فیلم را در آمریکای شمالی را در اوت ۲۰۲۱ به دست آورد. این فیلم به صورت ویدئو هنگام درخواست در نوامبر ۲۰۲۱ منتشر شد.